# ألعاب ني نو كوني على الهاتف المحمول
توجد ثلاث ألعاب محمولة في سلسلة ني نو كوني، تم نشرها جميعًا في اليابان فقط بواسطة ليفل-5. تم تطوير اللعبتين الأولين بواسطة ليفل-5 بالشراكة مع شركات توزيع الهواتف المحمولة، وتم إصدارهما حول الألعاب الأصلية في السلسلة الرئيسية، دومينيون أوف ذا دارك دجن وني نو كوني. الأولى، ني نو كوني: هترويت ستوريز، هي لعبة تقمص الأدوار تم وضعها قبل أحداث الإدخالات الرئيسية. يتتبع قصة أوليفر وصديقه مارك ومحاولاتهم لبناء سيارة. تم إصدار الفصل الأول في ديسمبر 2010 من خلال المستوى الخامس لخدمة Roid. الثانية، ني نو كوني: دايبوكن مونسترز، هي لعبة تقمص أدوار بطاقة اجتماعية حيث يجمع اللاعبون البطاقات ويستخدمونها في المعارك، ويستخدمون قدرات الشخصيات المحاصرة في البطاقات. تم إصدارها بالشراكة مع خدمة الجوال GREE في مايو 2012. اللعبة الثالثة، ني نو كوني: كروس ورلدز، هي لعبة تقمص الأدوار صدرت في 10 يونيو 2021 من تطوير نيتماربل. تتبع القصة اختبار بيتا في لعبة واقع افتراضي خيالية.

## ني نو كوني: هترويت ستوريز
ني نو كوني: هترويت ستوريز (بالإنجليزية: Ni no Kuni: Hotroit Stories)‏ هي لعبة فيديو تقمص أدوار تم تطويرها ونشرها بواسطة ليفل-5. تم إصدار الفصل الأول للأجهزة المحمولة من خلال خدمة Roid في 9 ديسمبر 2010.
مقدمة إلى دومينيون أوف ذا دارك دجن وراث أوف ذا وايت ويتش، تتابع اللعبة أوليفر وصديقه مارك، الذين ابتكروا سيارة مخصصة من خلال إيجاد أجزاء حول مدينة هترويت، يشقون طريقهم في النهاية إلى مصنع مهجور في بحثهم. ويرافقهم قطة. خلال بحثهما، واجه أوليفر ومارك مخلوقات مشابهة لـ imajinn / familiars من اللعبة الرئيسية، والتي يجب أن يقاتلوا للمضي قدمًا. على عكس الألعاب الرئيسية، لا تتميز هترويت ستوريز بالسحر؛ بدلاً من ذلك، تهاجم الشخصيات باستخدام عناصر مثل الثلج الجاف لتأثيرات مماثلة. لاحظت آن لي من Chic Pixel أن اللعبة تتميز بأسلوب فني مشابه لأسلوب ايرث باوند (1994).
تم إثارة اللعبة لأول مرة في مؤتمر صحفي في يونيو 2010، وكذلك في معرض طوكيو للألعاب في سبتمبر 2010، قبل الكشف الرسمي عنها في مؤتمر ليفل-5 فيجن في أكتوبر 2010. صدر الفصل الأول والوحيد بعنوان «أوليفر ومارك» في ديسمبر 2010.

## ني نو كوني: دايبوكن مونسترز
ني نو كوني: دايبوكن مونسترز (بالإنجليزية: Ni no Kuni: Daibouken Monsters)‏ هي لعبة فيديو تقمص الأدوار بطاقة اجتماعية تم تطويرها ونشرها بواسطة ليفل-5. تم إصداره للأجهزة المحمولة من خلال خدمة GREE في 11 مايو 2012.
في اللعبة، يسافر اللاعبون إلى عالم مختلف ويجمعون بطاقات تضم مخلوقات تُعرف باسم «إيماجين»، منها أكثر من 200 بطاقة. محتجز من العالم الآخر محاصر في كل بطاقة؛ من خلال قلب البطاقة، يمكن للاعبين استخدام قدرات الراكب أثناء المعارك. تتوفر أيضًا بطاقات نادرة تمنح اللاعبين صلاحيات مثل الاسترداد المحسن والهجمات الخاصة. تتميز اللعبة أيضًا بوضع متعدد اللاعبين التعاوني، حيث يدافع لاعبان ضد مواجهة رئيس في معركة «غارة»؛ هناك أكثر من 40 رئيسًا في اللعبة. تم إعادة تصميم جميع البطاقات في يونيو 2012.
اتصل الفريق في GREE في البداية بالمستوى 5 لإنشاء ألعاب فردية للمنصة؛ تطور هذا في النهاية إلى شراكة شاملة بين الشركتين، مما أدى إلى المستوى الخامس لتطوير ثلاثة عناوين لـ GREE. بدأت التسجيلات المبكرة للعبة في 21 مارس 2012. كانت اللعبة متاحة لأجهزة أندرويد وآي أو إس، من خلال عضوية مع خدمة GREE. تم إنهاء خوادم اللعبة في 28 سبتمبر 2012.

## ني نو كوني: كروس ورلدز
ني نو كوني: كروس ورلدز (بالإنجليزية: Ni no Kuni: Cross Worlds)‏ هي لعبة فيديو تقمص أدوار طورتها نيتماربل وتنشرتها ليفل-5 لنظامي التشغيل أندرويد وآي أو إس. تم الكشف عن اللعبة في G-Star في نوفمبر 2019 بتحديد تاريخ الإصدار في أواخر عام 2020 . صدرت اللعبة في اليابان وكوريا الجنوبية وتايوان في 10 يونيو 2021. تم إنشاء كروس ورلدز باستخدام محرك اللعبة أنريل إنجن 4.

تتبع قصة اللعبة اختبارًا تجريبيًا للعبة واقع افتراضي خيالية تسمى ساول ديفر، والتي تنقلهم إلى عالم ني نو كوني. داخل سول دايفر، يلتقيان بشخصية AI تدعى رانيا قبل حدوث خلل في اللعبة. تستيقظ الشخصية في مدينة محترقة حيث ينقذون الملكة، التي تم الكشف عنها لتكون النسخة الموازية لرانيا. العالم مبني على العالم من دومينيون أوف ذا دارك دجن وراث أوف ذا وايت ويتش. تتميز اللعبة بخمسة فئات من الشخصيات: المدمر، والمهندس، والروغ، والمبارز، والساحرة. كما أن لديها وضعين للعب: وضع المملكة هو وضع تعاوني متعدد اللاعبين حيث يمكن للاعبين استكشاف العالم باستخدام إيماجين الخاص بهم؛ وتيم أرينا هو وضع تنافسي متعدد اللاعبين حيث يتنافس ستة لاعبين في فريقين لجمع أكبر عدد من Higgledies.